# Leviatán (regény)
A Leviatán (Leviathan) egy 2009-ben megjelent ifjúsági sci-fi regény Scott Westerfeld tollából. A könyv a Leviatán trilógia első része. További részei a Behemót és a Góliát címet viselik. A regény elnyerte az Aurealis-díjat, a Locus-díjat, és az orosz Mir Fantasztiki című magazin is az év legjobb ifjúsági sci-fijének nevezte.
A Leviatán több elemet is vegyít. Elsődlegesen alternatív történelmi kalandregény, azon belül is steampunk, de tartalmaz még biopunk elemeket is, ezért tekinthetünk rá military sci-fiként is.
Magyarul az Ad Astra adta ki 2012-ben. A magyar kiadás átvette Keith Thompson illusztrációit is. Fordítója Kleinheincz Csilla volt, a borítót pedig Vass Richárd készítette.

## A cselekmény
|  | Alább a cselekmény részletei következnek! |

A történet 1914-ben játszódik, nem sokkal a szarajevói merénylet után. Két nagy front alakul ki a kirobbanni készülő háborúban. Ezek a barkácsok, akik gőzmeghajtású szerkezeteikkel indulnak hadba, és a darwinisták, akik sosem látott, gyakran mitológiai állatfajokat tenyésztettek ki háborús célokra. A regény címében szereplő hajó, a Leviatán is ezek közé tartozik.
Ferenc Ferdinánd fia, Sándor menekülni kényszerül apja és édesanyja merénylői elől, melyben segítségére van Volger gróf. Mint később kiderül, a herceg halálával Sándor lett az Osztrák–Magyar Monarchia jogos trónörököse, ezért a trón egyéb várományosai a nyomába erednek. Nem csak a darwinistáktól kell tartania, de a németországi barkácsok is a nyomába erednek.
Egy másik szál Deryn Sharp kalandjait mutatja be, aki skót lányként, önmagát fiúnak kiadva szolgál a brit légierőnél Dylan álnévvel. Kettejük útja keresztezi egymást, és mindketten súlyos titkokat őriznek. Küzdelmek, ármánykodás és veszély követi nyomukat, és egyikük sem tudja kivonni magát a háborúból. 
|  | Itt a vége a cselekmény részletezésének! |

## Szereplők
- Sándor herceg (Prince Aleksandar): Ferenc Ferdinánd fia, az Osztrák-Magyar Monarchia trónjának várományosa. A Barkács frakcióhoz tartozik. Nemes fiatalember, ki nehezen barátkozik meg az üldözött herceg szerepével. Intelligens és jól kezeli a viharjáró masinát. Hősies attitűdje gyakran keveri őt veszélybe. Anyanyelve a német, de jól beszéli az angolt, a franciát és a latint.
- Deryn Sharp: Dylan álnéven szolgál a brit légierőnél, magát fiúnak adva ki. Gyerekkorától kezdve vonzotta az ég, és mindig is fiús lánynak számított. Mikor belép kadétként a légierőbe, mindent megtesz, hogy kiérdemelje elöljárói tiszteletét, és hogy semmiben se maradjon el a társaitól. Szerelmes Sándorba.
- Volger vadgróf: Sándort gyerekkora óta felügyeli. Politikára és vívásra oktatja. Mindig van valami terve, és igyekszik aszerint eljárni. Egyike volt azoknak, akik ellenezték Ferenc Ferdinánd házasságát.
- Dr. Nora Darwin Barlow: Charles Darwin unokájaként az egyik legkiemelkedőbb tudós vált belőle. Mindig nyitott szemmel jár; figyeli a titkokat, ravasz és sok nyelven beszél. Részt vett a Leviatán kifejlesztésében.
- Otto Klopp: Sándor gépmestere, aki a gépezetek kezelését tanítja a hercegnek. Arisztokratikus hangnemben kommunikál Sándorral még azután is, hogy a szülei meghaltak.
- Hoffman és Bauer: Sándor herceg segítői, akik a viharjáró ágyúit kezelik. Segítenek barkács eszközökkel megjavítani a Leviatánt.

## Díjak, elismerések
- Aurealis-díj[1] (2009)
- Locus-díj[2] (2010)

## Magyarul
- Leviatán; ford. Kleinheincz Csilla; Ad Astra, Bp., 2012

## Külső hivatkozások
- A regény az Ad Astra webboltjában
- A regény a Moly.hu-n
- Kritika az SFmag.hu-n
- A könyv bemutató videója
- Scott Westerfeld üzenete a magyar olvasóknak